# Stazione di Niederteufen
La stazione di Niederteufen (in tedesco Bahnhof Niederteufen) è una stazione ferroviaria nel comune svizzero di Teufen sulla linea San Gallo-Gais-Appenzello, facente parte della ferrovia Appenzello-San Gallo-Trogen.

## Storia
La stazione fu attivata il 1º ottobre 1889, in occasione dell'apertura della tratta San Gallo-Gais della ferrovia San Gallo-Gais-Appenzello.

## Strutture e impianti
La stazione dispone di due binari dotati di marciapiede per il servizio passeggeri. È dotata di due pensiline con copertura.

## Movimento
La stazione è servita da treni a cadenza semioraria sulla relazione Appenzello - Trogen (linea S21 della rete celere di San Gallo),  da alcuni treni alle ore di punta per Teufen o Trogen (linea S22 della rete celere di San Gallo) e da 2 ulteriori coppie di treni giornaliere sulla relazione Appenzello - Trogen (linea S20 della rete celere di San Gallo). Per tutte le linee, è una fermata a richiesta.

## Servizi
Nella stazione sono presenti:
- Sala d'attesa[2]

Inoltre, è presente un piccolo parcheggio di interscambio nei pressi della stazione.

## Interscambi
- Fermata autobus[5]